# Gabriel Yacoub
Pour les articles homonymes, voir Yacoub.
Gabriel Yacoub, né le 4 février 1952 à Paris et mort le 22 janvier 2025 à Bourges (Cher), est un chanteur, auteur-compositeur-interprète français, membre fondateur et leader du groupe de musique folk Malicorne formé en 1973 et actif jusqu'en 1981, qui marque la scène musicale française.
Après une première séparation fin 1981, Malicorne se reforme sous différentes configurations en 1984, 1986 et 1987-1989 puis dans sa configuration originelle le temps d'un concert unique donné le 15 juillet 2010 à La Rochelle, et enfin en novembre 2011 dans une nouvelle configuration. En août 2017, un concert à Paimpol lors du festival du chant de marin est présenté comme le dernier concert du groupe.
En parallèle de sa carrière au sein de Malicorne, Gabriel Yacoub se lance dès 1978 dans une carrière solo avec la mise en place d'une première tournée de concerts et la parution d'un premier album.
Ses répertoires discographique et scénique évoluent du traditionnel à la composition personnelle, musicalement inspirée par le folk américain, le folk irlandais et la pop anglaise, privilégiant les instruments acoustiques anciens et modernes. Ses textes évoquent le temps qui passe, l'amour et la nostalgie, la difficile communication entre les êtres, dans une constante quête de sens et de spiritualité.

## Biographie
Gabriel Yacoub est né à Paris le 4 février 1952, d'un père ouvrier imprimeur d'origine libanaise et d'une mère native de Saint-Benoît-sur-Loire (Loiret).
Dès l'âge de douze ans, il se passionne pour les Beatles, les Kinks et autres groupes de rock anglais de cette époque. Très jeune, au milieu des années 1960, il découvre la musique folk en écoutant dans une émission radiophonique présentée par Claude Villers le titre Stewball, interprété par le trio Peter, Paul & Mary. Par la suite, il écoute « Woody Guthrie, les ballades anglaises et irlandaises, le gospel, Bob Dylan, les songwriters, la musique des Appalaches, le chant a cappella, l'implication de la musique comme moyen de lutte politique, sociale », Donovan, Tom Paxton mais aussi le blues et l'old-time.

### Premier groupe: New Ragged Company, 1969-1971
En 1969, avec deux amis du lycée, Youra Marcus et Phil Fromont, Gabriel Yacoub forme un petit groupe de musique folk, le trio New Ragged Company,. Gabriel Yacoub est à la guitare acoustique, Youra Marcus au banjo et Phil Fromont au violon. Le New Ragged Company joue dans les MJC de banlieues, au Centre Américain de Paris et participe au premier festival folk en France qui se tient à Lambesc (Bouches-du-Rhône) en août 1970[réf. à confirmer]. En 1971, Jean-Marie Redon remplace Youra Marcus au sein du New Ragged Company.

### Duo avec René Werneer, 1971-1972
Gabriel Yacoub évolue ensuite vers le folk irlandais et anglais. Il joue en duo avec son ami flamand René Werneer, violoniste de formation classique. Leur répertoire se compose de ballades et de chansons anglaises ainsi que d'airs irlandais. À cette époque, Gabriel Yacoub effectue régulièrement des virées en Angleterre, où le folk revival a déjà commencé depuis 1955. Ses errances à Londres le conduisent tout droit aux folk-clubs. Il y découvre la musique de chanteurs folk d'envergure comme Ewan MacColl, Martin Carthy et Planxty, dont il rapporte les disques introuvables en France.

### Rencontre avec Alan Stivell, 1971-1973
À la fin de l'année 1971, Gabriel Yacoub, accompagné de son ami René Werneer, embarque cette fois pour l'aventure bretonne aux côtés d'Alan Stivell. C'est lors d'une soirée au Centre Américain qu'a lieu la rencontre. Alan Stivell, en quête de musiciens, propose à Gabriel Yacoub et René Werneer de rejoindre son groupe en gestation. Fin 1971, à vingt ans à peine, Gabriel Yacoub intègre donc la formation d'Alan Stivell (où s'illustre également le guitariste Dan Ar Braz). Pendant près de deux ans, il y joue de la guitare, du banjo, du dulcimer et y chante.
Gabriel Yacoub et René Werneer se produisent à nouveau en duo le 13 août 1972 au 1er Festival pop celtique de Kertalg à Moëlan-sur-Mer en complément de leur participation au sein du groupe d'Alan Stivell au concert que ce dernier donne en tête d'affiche.
Après l'expérience de la scène aux côtés d'Alan Stivell et le temps d'enregistrer deux albums déterminants À l'Olympia (1972) et Chemins de terre (1973) à l'origine du renouveau de la musique celtique en France, et en partie parce que le répertoire de langues gaéliques et brittoniques du harpiste breton ne lui convient plus, Gabriel Yacoub choisit de quitter la formation d'Alan Stivell à la fin de l'été 1973 pour chanter dans sa propre langue en adoptant le répertoire traditionnel français.

### Expérimentation avecPierre de Grenoble, 1973
S'entourant de musiciens de talents (dont Dan Ar Braz), Gabriel Yacoub et son épouse d'alors, Marie Sauvet, enregistrent au printemps 1973 l'album expérimental Pierre de Grenoble par lequel le couple revisite le répertoire traditionnel. Sorti en octobre 1973, le succès immédiat et inattendu de ce « coup d'essai » lance un renouveau des musiques traditionnelles en France,.

### Malicorne, 1973-1989
Avant même la sortie de Pierre de Grenoble, Gabriel et Marie fondent Malicorne le 5 septembre 1973 en compagnie de deux autres musiciens, Laurent Vercambre et Hugues de Courson.
Interprétant d'une manière originale, personnelle et actuelle, des airs et chansons empruntés au répertoire traditionnel, le groupe connait le succès tout au long des années 1970 avec la publication d'une dizaine d'albums (dont l'emblématique Almanach publié en 1976 et vendu à plus de 500 000 exemplaires dans le monde à ce jour) jusqu'à sa première séparation (concertée) en 1981. Entre-temps, le groupe connaît différentes formations avec notamment l'arrivée en renfort dès 1977 d'Olivier Zdrzalik-Kowalski à la guitare basse et le départ en 1979 de deux de ses membres fondateurs, Laurent Vercambre et Hugues de Courson, importants contributeurs du son Malicorne. Le groupe se reforme d'abord en 1984 le temps d'une tournée principalement nord-américaine, puis en 1986 autour de l'album Les Cathédrales de l'industrie (à l'origine premier projet solo original de Gabriel finalement publié sous le nom de Malicorne) et enfin en 1987-1989 pour une tournée d'adieu (à laquelle Marie participe sur une partie seulement, limitée aux premiers concerts donnés fin 1987). Au total, Malicorne vend deux millions d'albums dans le monde.

### Carrière solo, 1978-2025
Bien avant la séparation de Malicorne en 1989, le chanteur entame une carrière solo en 1978 en publiant son tout premier album Trad. Arr. qui puise dans le répertoire traditionnel français (dans l'esprit de Pierre de Grenoble et des premiers albums de Malicorne) et en se lançant dans sa toute première tournée en solo.
Suit en 1986 Elementary Level of Faith, son premier disque d'auteur, un album expérimental. Bel, paru en 1990, se démarque du précédent album par son orientation plus acoustique. Gabriel Yacoub puise régulièrement à la source de ce premier album d'importance au point d'en reprendre sur scène la quasi-totalité des titres. Quatre sort chez Boucherie Productions en 1994. Avec Babel publié en 1997, toujours chez Boucherie Productions, il signe un album de groupe où il enregistre le son que lui et ses mêmes musiciens travaillent sur scène depuis déjà dix ans, avec une contribution de chaque musicien aux compositions. On retrouve les thèmes chers à l'auteur : les symboles (Mes mains [manifeste] ), la mythologie (Babel), les éléments (Je suis le vent ), la relation amoureuse ( Pluie d'elle, Désir, Rêves à-demi).
Après la réédition internationale de nombreux albums en 1998 et l'édition en 1999 chez Boucherie Productions d'une toute première compilation (Tri), Gabriel Yacoub aborde le nouveau millénaire en publiant en 2001 un nouvel album sobrement intitulé Yacoub s'inscrivant dans la continuité de style du précédent.
Suivra en 2002 The simple things we said, compilation destinée au marché américain (sortie aux États-Unis chez Simple et distribuée là-bas par CD Roots) qui reprend, entre autres titres, le classique Les choses les plus simples (issu de Bel) proposé ici dans des versions française et anglaise. C'est le titre le plus connu de Gabriel, repris en son temps par Dave Van Ronk et par la suite, en duo, par Joan Baez et Maxime Le Forestier.
En 2004, il fonde le label indépendant Le Roseau, axé sur la production de jeunes artistes et la réédition des anciens albums de Malicorne (l'album en solo de 2008, De la nature des choses sera aussi produit sous ce label).
Au printemps 2008, sept ans après son précédent opus (un long délai s'expliquant par la perte des maquettes de ses nouvelles chansons dans l'incendie de sa maison qu'il évoque dans la chanson Souvenirs oubliés), Gabriel Yacoub publie enfin De la nature des choses, son 7e album studio. Il y aborde des thèmes plus politiques et sociaux à travers deux chansons, Il aurait dû et Le bois mort (écrites dans l'esprit des protest songs de ses mentors Woody Guthrie et Bob Dylan) et même la mort avec la chanson Avant que de partir[réf. nécessaire].
En juillet 2013, Gabriel Yacoub est nommé Officier des Arts et des Lettres par Aurélie Filippetti, Ministre de la Culture et de la Communication.

### Reformation exceptionnelle de Malicorne, 2010
Le 15 juillet 2010, Malicorne se reforme dans sa configuration originelle le temps d'un concert exceptionnel donné dans le cadre des Francofolies de La Rochelle.

### De «Gabriel et Marie de Malicorne» à «Malicorne», 2011-2017

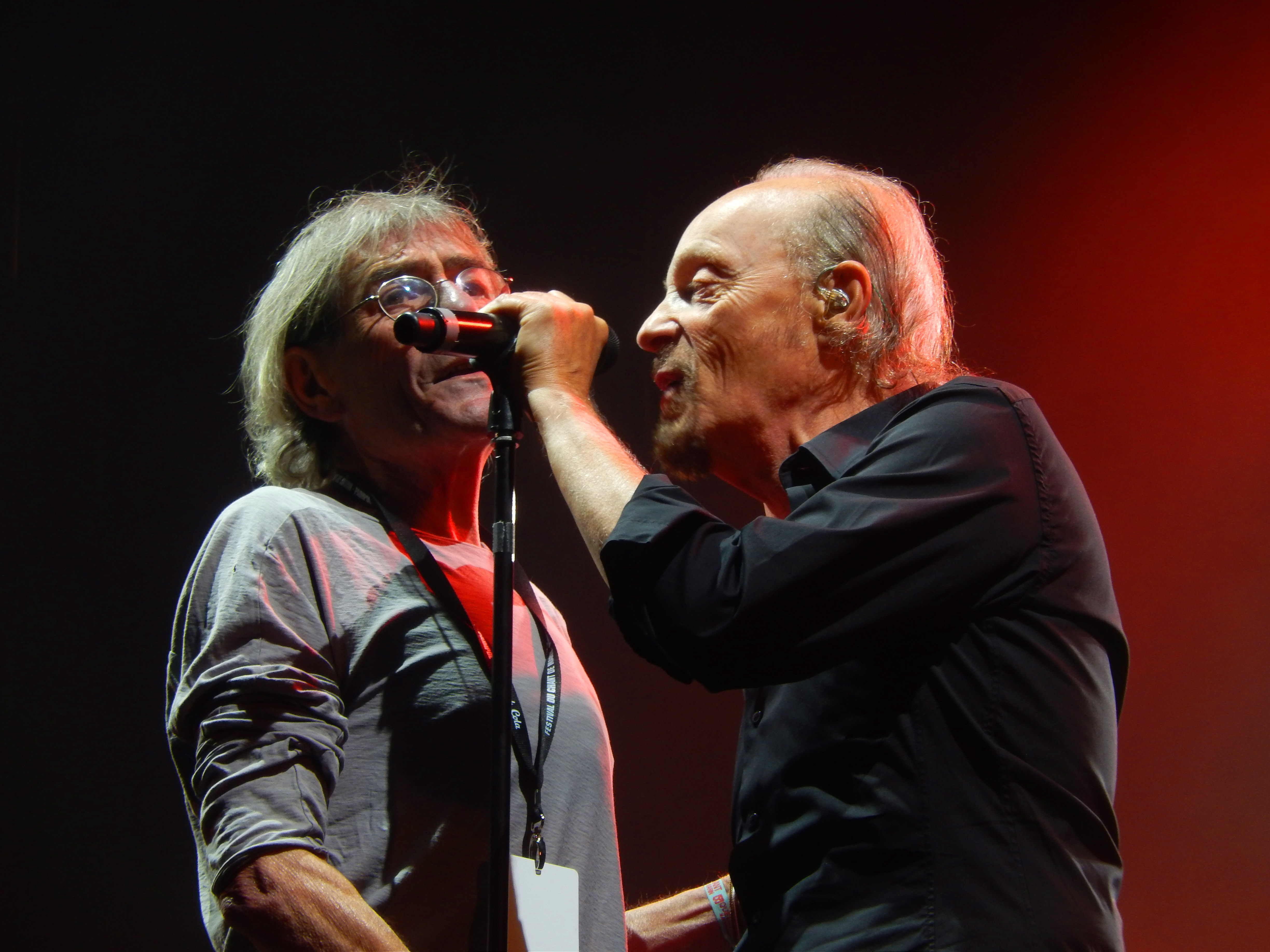
Gabriel Yacoub et Alan Stivell à Paimpol le 12 août 2017.

En novembre 2011, le couple fondateur Gabriel Yacoub et Marie Sauvet forment avec quatre nouveaux musiciens un nouveau groupe sous le nom de « Gabriel et Marie de Malicorne », pour une importante tournée de concerts en France (et à l'étranger) intitulée « Almanach Tour » de l'été 2012 à l'été 2017 et pour l'enregistrement à partir de mars 2013 d'un nouvel album studio initialement prévu pour 2013, à la publication sans cesse repoussée mais qui ne sortira finalement pas. Le 20 septembre 2012, le nouveau groupe est devenu simplement « Malicorne ».

### Séparation officielle du groupe, 2017
Le 12 août 2017, Malicorne donne son dernier concert à Paimpol lors du festival du chant de marin. Gabriel Yacoub annonce en effet sur scène que le groupe arrête là où il a commencé soit en Bretagne, près de 44 ans plus tôt. La raison principale serait le manque d'envie et de temps pour chacun des six musiciens du groupe.

### Vie privée
Gabriel Yacoub a été marié avec Marie Sauvet dont il aura une fille, Coline, et avec Sylvie Berger.
Il résidait à Marçais dans le département du Cher.
Il meurt à l'âge de 72 ans le 22 janvier 2025 à Bourges ; il est incinéré dans cette même ville après une cérémonie prévue dans l'après-midi du 5 février.

## Distinctions
- Officier de l'ordre des Arts et des Lettres (2013)

## Discographie / Vidéographie

### Avec Malicorne
Albums solo pré-Malicorne
- 1973 : Pierre de Grenoble (album studio « #0 » « pré-Malicorne », sous le nom de Gabriel et Marie Yacoub)

Albums / DVD de Malicorne
- 1974 : Malicorne 1 (Colin) (album studio #1)
- 1975 : Malicorne 2 (Le Mariage anglais) (album studio #2)
- 1976 : Almanach (album studio #3)
- 1977 : Malicorne 4 (Nous sommes chanteurs de sornettes) (album studio #4)
- 1977 : Quintessence (compilation #1 - première époque 1974-1977)
- 1978 : L'Extraordinaire Tour de France d'Adélard Rousseau, dit Nivernais la clef des cœurs, Compagnon charpentier du devoir (album studio #5)
- 1979 : En public (album live #1 - enregistrement (partiel) des concerts des 02 & 03/12/1978 au El Casino de Montréal)
- 1979 : Le Bestiaire (album studio #6)
- 1981 : Balançoire en feu (album studio #7)
- 1986 : Les Cathédrales de l'industrie (album studio #8)
- 1989 : Légende, deuxième époque (compilation #2 - deuxième époque 1978-1986; réédité en 2004 par le label Le Roseau avec une liste de chansons comportant quelques titres différents)
- 1996 : Vox (compilation #3 - chansons interprétées uniquement a cappella)
- 2005 : Marie de Malicorne (compilation #4 - chansons interprétées uniquement par Marie)
- 2011 : Concert exceptionnel aux Francofolies de la Rochelle (album live #2 & DVD #1 - enregistrement du concert du 15/07/2010)

Singles de Malicorne (majoritairement promotionnels)
1. 1975 : Martin (A: "Martin" (1975) (3 min 05 s) / B: "Ronde (Instrumental)" (1974) (1 min 49 s)) (Hexagone 881 002)[24],[n 3],[25]
2. 1975 : J'ai vu le Loup, le Renard et la Belette (A: "J'ai vu le Loup, le Renard et la Belette" (1975) (2 min 27 s) / B: "Marions les Roses" (3 min 28 s) (1975)) (Hexagone 881 004)
3. 1975 : Marions les Roses (A: "Marions les Roses (version courte spécial radio)" (1975) (2.57) / B: "J'ai vu le Loup, le Renard et la Belette" (1975) (2.27)) (Hexagone 882 001)
4. 1976 : La Jambe Me Fait Mal (Noël est arrivé) (spécial radio) (A: "La Jambe Me Fait Mal (Noël est arrivé)" (1976) (2.00) / B: "Quand Je Menai Mes Chevaux Boire" (1976) (3.45)) (Hexagone 882 006)
5. 1976 : Almanach (spécial radio) (A: "La Fille au Cresson" (1976) (3 min 35 s) / B: "Branle de la haie" (1976) (2 min 05 s)) (Hexagone 882 007)
6. 1978: La Chica De Berro (La Fille Au Cresson) (A: "La Fille Au Cresson" ("La Chica De Berro") (1976) (3 min 37 s) / B: "Quand Je Menais Mes Chevaux Boire" ("Cuando Llevaba Mis Caballos A Beber") (1976) (4 min 36 s) (Mediterraneo (Espagne) 01.0383/6)
7. 1978 : À Paris la grande Ville (A: "À Paris la grande Ville" (1978) / B: "La danse des damnés" (1978) (Ballon Noir Bal 45001)
8. 1986 : Dormeur (A: "Dormeur (version radio 3 min 50 s)" (1986) (3 min 50 s) / B: "Dormeur (version album 4 min 42 s)" (1986) (4 min 42 s)) (Celluloïd CEL 1942)[26]
9. 1986 : Big Science (1.2.3.) (A: "Big Science (1.2.3.)" (1986) / B: "Sorcier" (1986)) (Celluloïd CEL 1945) (single non promotionnel)
10. 1996 : Marions les Roses (A: "Marions les Roses (remix 1996)" (3 min 16 s) / B: "Marions les Roses" (1975) (3 min 30 s)) (Acousteack – Boucherie Productions – BP9291-A) (single non promotionnel)[27],[28]
11. 2015 : Jehanne (A: "Les Cendres de Jeanne" (2015) / B: "Ghjuvanna" (2015)) (Le Roseau (autoproduction) – disponible uniquement au format vinyle 33 tours / 30 cm / 2 titres) (single non promotionnel)[29]

### Albums solo
- 1978 : Trad. Arr. (album studio #1 sous le nom de Gabriel Yacoub - album exclusivement composé de traditionnels)
- 1987 : Elementary Level of Faith (album studio #2 - 1er album composé par Gabriel Yacoub)
- 1990 : Bel (album studio #3)
- 1994 : Quatre (album studio #4)
- 1997 : Babel (album studio #5)
- 1999 : Tri (compilation)
- 2001 : :Yacoub: (album studio #6)
- 2002 : The simple things we said (compilation de titres inédits et de versions alternatives)
- 2004 : Je vois venir... (double album live du double concert donné en janvier 2003 à Quimper)
- 2008 : De la nature des choses (album studio #7)

### Réalisations
- 1992-1994 : Anthologie de la chanson française, produit par Gabriel Yacoub, Emmanuel Pariselle et Marc Robine et enregistré & mixé par Jacques Dompierre : coffret regroupant 15 CD (300 chansons) & un livre présentant commentaires, textes et partitions pour chaque chanson - Éditions E.P.M. (1994) | Albin Michel) ; Gabriel interprète (seul, accompagné ou en accompagnement) les 18 chansons suivantes :

1. D'où vient cela ?
2. Comment vouloir qu'une personne chante ?
3. Comprenez-vous (les reproches de la tulipe)
4. La passion de Jésus-Christ (avec Marie Sauvet)
5. Jésus-Christ s'habille en pauvre
6. La Milice (avec Gildas Arzel & Michel Hindenoch)
7. Les trois maçons jolis
8. Le navire de Bayonne
9. Chant des Mariniers de La Loire
10. Derrière chez nous (avec Evelyne Girardon & Robert Amyot)
11. M'amour la caille (avec Ben, Dominique Poncet & Lily Benhaïm)
12. Plaisir d'amour
13. Les trois jolis mineurs (avec Evelyne Girardon)
14. Par un beau clair de lune (avec Michel Hindenoch)
15. À Bordeaux, il vient d'arriver (avec Michèle Bernard & Yvon (Yannick ?) Guilloux)
16. Jean de la lune (avec Emmanuelle Parrenin)
17. La Tricotée (avec Sylvie Berger, Bénédicte Le Croart & Coline Yacoub)
18. La plus belle de céans (avec Hal Collomb & Coline Yacoub)

### Contributions
- 1971 : Folk-club du Vieux-Lausanne[30],[31] (Margidisc) (1 LP - Pressage Vinyle : S MGD 1001) : album collectif comprenant 2 titres interprétés par le trio New Ragged Company : Sleepy Maggie (2.13) par New Ragged Company seul et Trompette & cuillères (3.15) par le groupe Wandering et New Ragged Company
- 1976 : Madame la frontière (1976) du groupe Ys : participation de Gabriel Yacoub à la guitare acoustique sur la chanson-titre[32],[33]
- 1997 : 25 Kantu 25 Urte (CD Elkarlanean) de Oskorri
- 1998 : Excalibur, la légende des Celtes (CD Tristar Music) d'Alan Simon : Gabriel Yacoub coécrit et chante La complainte de Perceval (Simon / Yacoub)
- 1999 : Le Génie des Saisons (CD Adès | Le Petit Ménestrel) de la compagnie Mama Kaya : Gabriel Yacoub chante Le Génie des saisons
- 2000 : Excalibur, le concert mythique (Sony Music) : Gabriel Yacoub chante live Dans la même lumière (Yacoub / Simon / Hodgson) en duo avec Roger Hodgson de Supertramp et La complainte de Perceval (Simon / Yacoub) accompagné par Fairport Convention
- 2001 : Dorothea (Virgin) du trio flamand Laïs : Gabriel Yacoub écrit, compose et chante (avec Laïs) Le grand vent
- 2002 : bande originale du film Le Peuple migrateur de Jacques Perrin (musique de Bruno Coulais) : Gabriel Yacoub chante La Colombe poignardée et écrit les titres The Highest Gander et Masters of the Field interprétés par Robert Wyatt
- 2009 : Pitt Ocha au Pays des Mille Collines des Ogres de Barback : Gabriel Yacoub a écrit et chante Pile ou face
- 2007 : 10 de Ambrozijn (Home records).
- 2007 : Brand new world de Didier François (Home records).
- 2010 : bande originale du film Océans de Jacques Perrin et Jacques Cluzaud (musique de Bruno Coulais) : Gabriel Yacoub a écrit et chante The Ocean Will Be, accompagné d'un orchestre symphonique
- 2013 : Boson du groupe Hiks (au début de février 2013, Gabriel participe à l'enregistrement du nouvel album du groupe breton de fest-noz pour lequel il a composé un bal gavotte et avec lequel il chante une chanson du Pays de Lorient, seul morceau traditionnel de l'album[34])
- 2014 : Opération Malicorne du groupe Hiks (avec participation de Gabriel Yacoub et Marie Sauvet sur le neuvième titre Les transformations)
- 2016 : Vagabonde de Cécile Corbel : En duo sur deux chansons (Les courants d'air et Pierre & Marion)

### Compilations
- 1984 : Fast Folk Musical Magazine (Vol. 1, no 5) : 1 titre : Anna Perenna (Gabriel Yacoub)[35]
- 1992 : Fast Folk Musical Magazine (Vol. 6, no 3-4) : 2 titres : Les Choses les plus simples (Gabriel Yacoub) et Mother's Child (Nikki Matheson) (Live at the Bottom Line, New York City, February 1992)[36]

## Écrits
- 1986 : Les instruments de musique populaires - MA Éditions - Histoires et anecdotes sur la musique traditionnelle en Europe
- 1995 : L’homme vert, le feuillu ébahi, post-face de La maison où rêvent les arbres, roman dessiné de Didier Comès - Éditions Casterman (C'est une réflexion poético-philosophique sur le mythe de l'homme vert.)
- 1999 : Brendan et les musiques celtiques - livre-disque pour enfants, texte de Gabriel Yacoub, dit par Michel Hindenoch, illustrations Marcello Truong - Gallimard Jeunesse
- 2002 : Les choses les plus simples - recueil de 72 textes de chansons - Christian Pirot éditeur
- 2010 : Pete Seeger un siècle en chansons - préface de l'ouvrage d'Étienne Bours - Le Bord de l'eau Éditions
- 2019 : Je resterai ici - Chroniques subjectives et aléatoires du Boischaut-Sud en Bas-Berry - Le Roseau Éditions[37],[n 4]

## Radio
- Péroline Barbet, "Malicorne, les années fastes! Entretien avec Gabriel Yacoub [archive]". Les podcast de la FAMDT (2021)